# アルノルト・ゾンマーフェルト

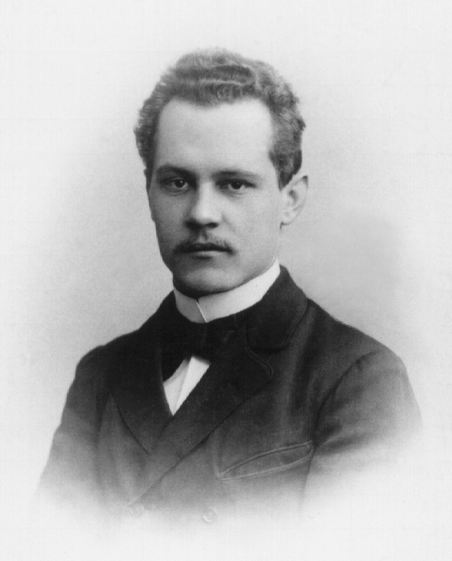
アルノルト・ゾンマーフェルト（1897年）

アルノルト・ヨハネス・ゾンマーフェルト（Arnold Johannes Sommerfeld, 1868年12月5日 - 1951年4月26日）は、ドイツの物理学者。原子物理学や量子力学の開拓的研究を行い、微細構造定数 、軌道磁気量子数、スピン量子数を導入した。金属内の自由電子の量子論などに業績をあげた。
教え子のうち、ハンス・ベーテ、ピーター・デバイ、ヴェルナー・ハイゼンベルク、ヴォルフガング・パウリの4名がノーベル賞を受賞しており、「才能ある若者を発掘して伸ばす能力」をマックス・ボルンやアインシュタインに賞賛されている。

## 生涯
ケーニヒスベルク（現在はロシア領のカリーニングラード）に生まれる。そこで数学を学んだ後、ゲッティンゲン大学に移り、1900年からアーヘンの大学で流体潤滑の理論を研究した。流体潤滑に関する無次元量であるゾンマーフェルト数に名前を残し、現在のトライボロジーの礎を作った。
1906年からミュンヘン大学の物理の教授になり、アルベルト・アインシュタインの特殊相対性理論に数学的基礎を与える研究を行った。金属内の自由電子の量子論などに業績をあげた。また、ボーアの量子条件を一般化している。（ボーア・ゾンマーフェルトの量子条件）。
ノーベル賞受賞者のハンス・ベーテ、ピーター・デバイ、ヴァルター・ハイトラー、ヴェルナー・ハイゼンベルクやヴォルフガング・パウリは彼の弟子であり、他にも多くの著名な学者を育てている。
1951年、ミュンヘンで交通事故のため重傷を負い、それが元で死去した。

## 受賞歴
- 1924年 マテウチ・メダル
- 1931年 マックス・プランク・メダル
- 1939年 ローレンツメダル
- 1949年 エルステッド・メダル